# Лиеберг, Эндель Аугустович
Э́ндель А́угустович Ли́еберг (эст. Endel Lieberg; 28 августа 1927 — 10 августа 2011) — работник сельского хозяйства Эстонской ССР, председатель колхоза «9 мая», дважды Герой Социалистического Труда (1971, 1987).

## Биография
Родился в августе 1927 года.
С 1954 года работал председателем колхоза имени Молотова (после 1957 года — «9 Мая») в Пайдеском районе Эстонской ССР (в настоящее время в уезде Ярвамаа Эстонии).
8 апреля 1971 года Указом Президиума Верховного Совета СССР от «за выдающиеся успехи, достигнутые в развитии сельскохозяйственного производства и выполнении пятилетнего плана продажи государству продуктов земледелия и животноводства» председателю колхоза «9 Мая» Энделю Аугустовичу Лиебергу присвоено звание Героя Социалистического Труда с вручением ордена Ленина и золотой медали «Серп и Молот».
Указом от 10 июля 1987 года награждён ещё одним орденом Ленина и второй золотой звездой «Серп и Молот». Был единственным в советской Эстонии дважды Героем Социалистического Труда.
Являлся членом КПСС с 1953 года. Делегат съездов партии, депутат Совета Союза Верховного Совета СССР 9—11-го созывов от Эстонской ССР.
После восстановления независимости Эстонии, продолжал возглавлять фермерское хозяйство в волости Вяятса и после советской власти, вплоть до 2000-х годов.
Умер 10 августа 2011 на 84-м году жизни.

## Память
На родине Героя был установлен бронзовый бюст.